# إبراهيم أبو سليمان
إبراهيم أبو سليمان (مواليد 16 أبريل 1995) هو لاعب كرة قدم سعودي لعب سابقاً في نادي الرياض .

## وصلات خارجية
- إبراهيم أبو سليمان